# Fénoprop
Le fénoprop ou 2,4,5-TP, ou acide 2-(2,4,5-trichlorophénoxy)propionique,  est un herbicide et un régulateur de croissance.
Le fénoprop a été interdit d'utilisation comme herbicide aux États-Unis depuis 1985. 
Cette substance était connue sous le nom de Silvex aux États-Unis et de 2,4,5-TP en France et 2,4,5-ТП dans l'ex-URSS).